# Gustav Schmidt (Admiral)
Gustav Schmidt (* 28. Oktober 1851 in Berlin; † 24. Juni 1931 in Kiel) war ein deutscher Admiral der Kaiserlichen Marine

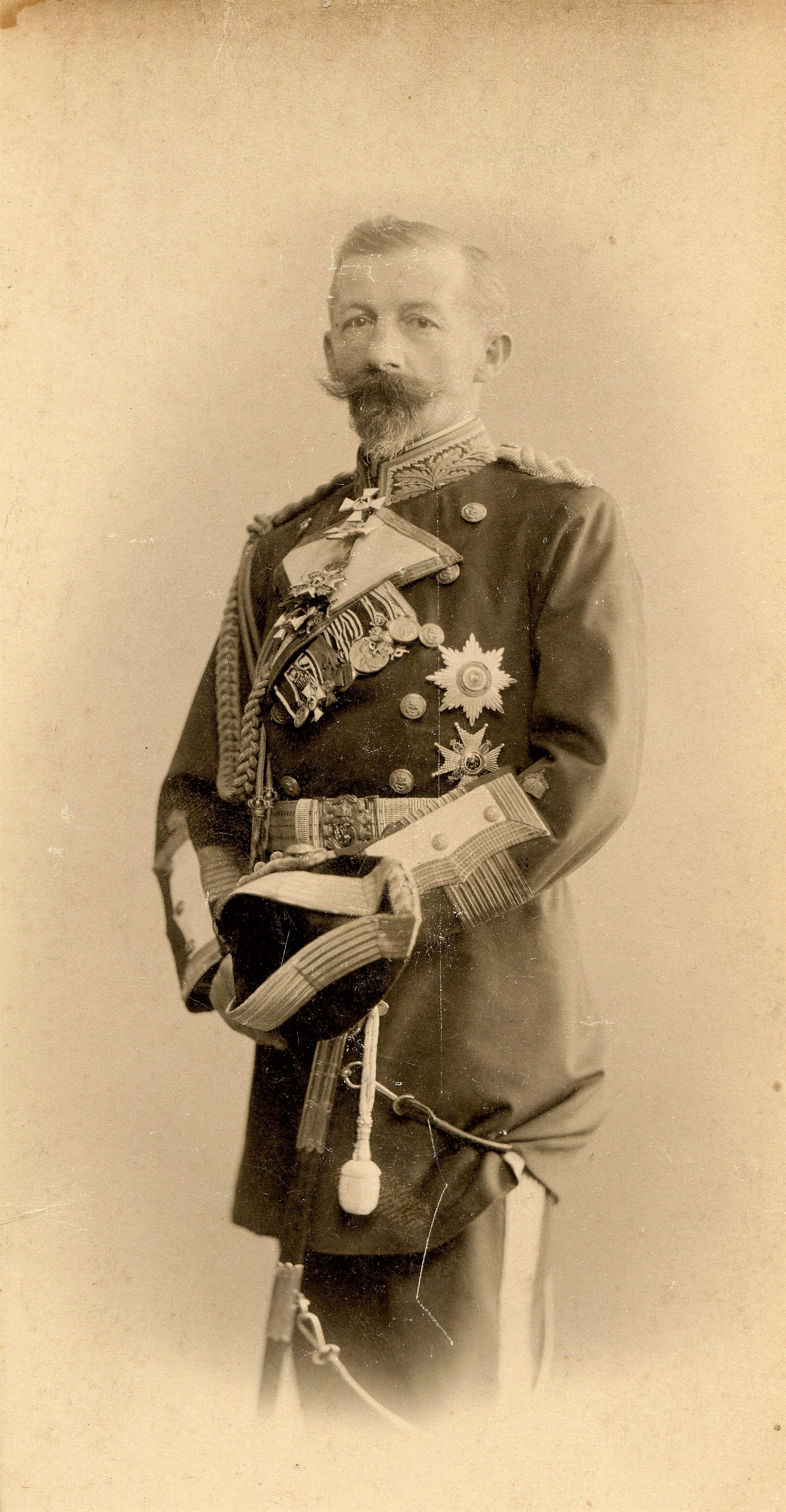
Gustav Schmidt als Konteradmiral 1902

## Leben

### Familie

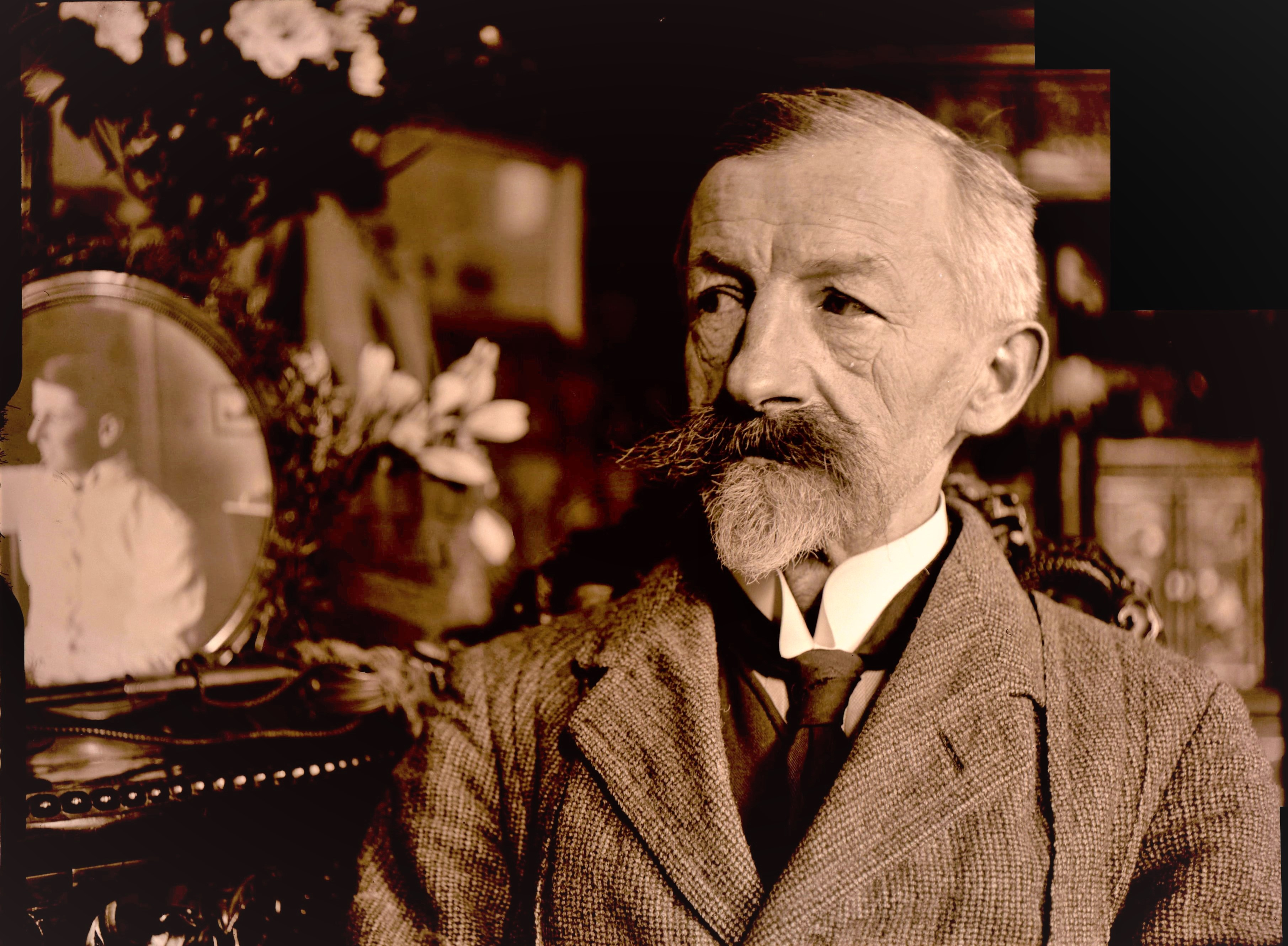
Gustav Schmidt trauert um Sohn Roderich

Gustav Schmidt war der Sohn von Julius Ferdinand Schmidt (1804–1871) und dessen Ehefrau Bertha geb. Pflugradt (1813–1889).
Er heiratete in Berlin am 19. Mai 1883 Martha Marx (1858–1948), eine Enkelin des liberalen Politikers David Hansemann. Aus der Ehe gingen drei Söhne und eine Tochter hervor. Während einer der Söhne im Kindesalter starb, wurden die beiden anderen Söhne ebenfalls Marineoffiziere.
Der älteste Sohn Kapitän zur See Herwart Schmidt (1889–1941) kam im Zweiten Weltkrieg in Odessa ums Leben. Der jüngere Sohn Leutnant zur See Roderich Schmidt (1892–1915) fiel im Ersten Weltkrieg bei einem Gefecht des Landungszuges der Emden mit Einheimischen in der Nähe von Dschidda (heute Saudi-Arabien).

### Militärkarriere
Am 26. April 1868 trat Gustav Schmidt in die Norddeutsche Bundesmarine ein und fuhr auf den Segelfregatten Gefion und Niobe, der Panzerfregatte König Wilhelm, hier wurde er zum Seekadetten ernannt, und der Gedeckten Korvette Arcona zur See. Von 1880 bis 1883 besuchte Gustav Schmidt den I.bis III. Coetus an der Marineakademie nur jeweils unterbrochen durch eine 5 monatigen Kommandierung als Wachoffizier auf der Panzerfregatte Friedrich Carl.
Auf der Kreuzerfregatte Bismarck war Gustav Schmidt während einer zweijährigen Auslandsreise von 1886 bis 1888 Erster Offizier. Etwa drei Monate dieser Reise musste er den erkrankten Kommandanten Kapitän zur See Kuhn vertreten. Während seiner Tätigkeit als Dezernent in der Admiralität bzw. im Oberkommando der Marine wurde er am 19. Februar 1889 zum Korvettenkapitän befördert. 1891 war er der letzte Kommandant des Schiffsjungenschulschiffes Brigg Musquito.
1893–1895 führte er die Kreuzerkorvette Alexandrine von Südamerika über Ostasien durchs Mittelmeer, mit Station in Marokko, nach Deutschland.
Mitte Juni 1895 nahm er als Kommandant des Kreuzers Gefion an den Eröffnungsfeierlichkeiten des Kaiser Wilhelm Kanals teil.
Danach übernahm er das Kommando der umgebauten Panzerfregatte König Wilhelm, die 1897 in Kreuzer I. Klasse und später in Großer Kreuzer umklassifiziert wurde. Von 1897 bis 1900 war er als Chef des Stabes der Marinestation Nordsee tätig. Anschließend wurde er Direktor der Nautischen Abteilung im Reichsmarineamt. Sein bedeutendstes Bordkommando war von September 1903 bis Oktober 1906 als Befehlshaber der Aufklärungsschiffe der Hochseeflotte unter Großadmiral Hans von Koester. Anschließend war er zur Verfügung gestellt.
Im Oktober 1907 wurde er im Reichsmarineamt Direktor des Allgemeinen Marinedepartements und blieb dies bis März 1909. Am 12. Juli 1909 wurde Gustav Schmidt unter Verleihung des Charakters als Admiral zur Disposition gestellt.